# Amblyopone besucheti
Amblyopone besucheti é uma espécie de formiga do gênero Amblyopone.